# Morten Gunnar Larsen

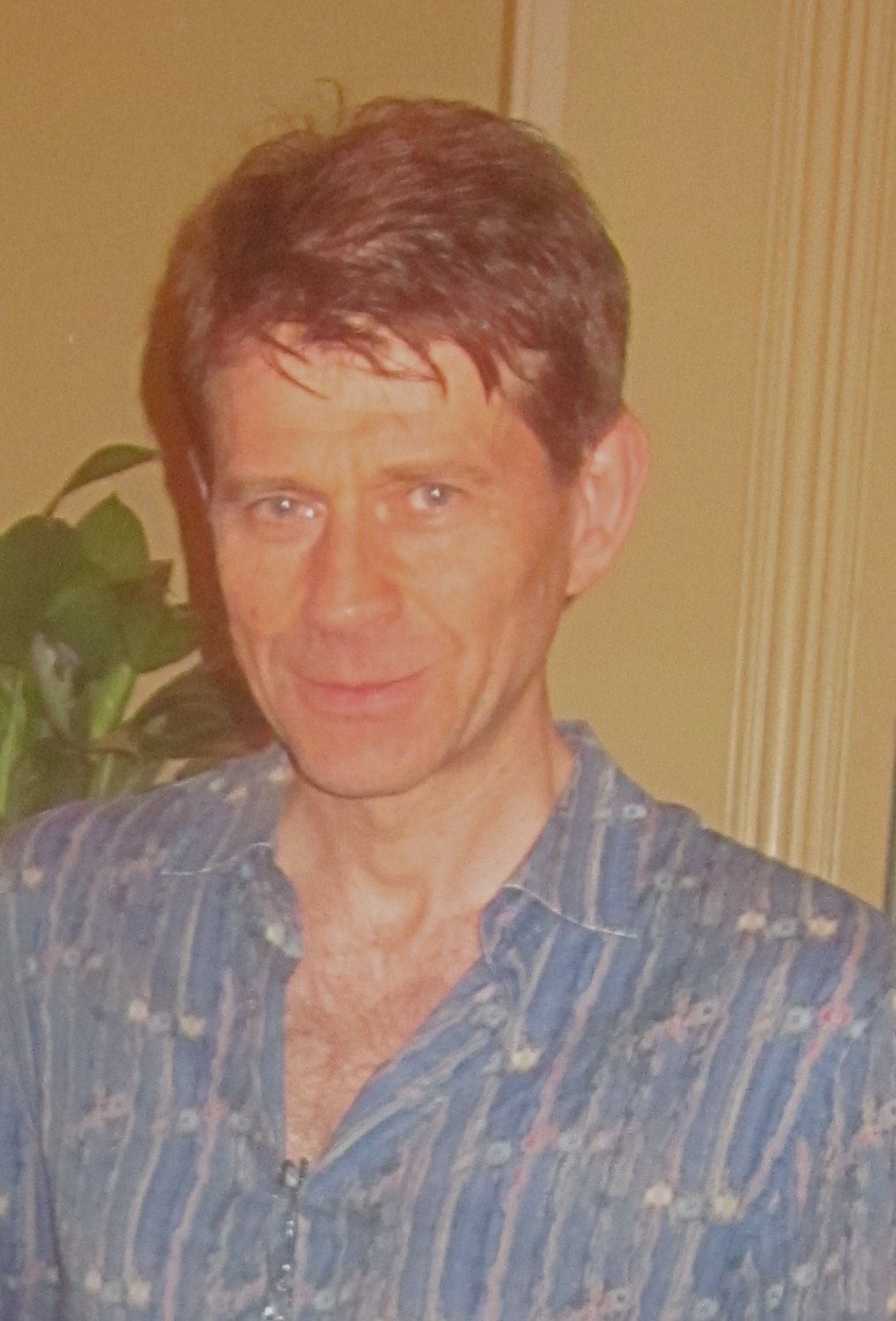
Morten Gunnar Larsen im New Orleans Traditional Jazz Camp, Juni 2013

Morten Gunnar Larsen (* 1. Oktober 1955) ist ein norwegischer Pianist, der sehr bekannt ist für verschiedene Aufnahmen des Stride Piano, Ragtime und für die musikalische Zusammenarbeit in Film- und anderen Projekten.

## Leben und Wirken
Larsen studierte klassisches Klavier an der Norges Musikkhøgskole (1978). 1975 hatte er seine Debüt-Aufnahmen, Classic Rags and Stomps, für die er mit dem Spellemannprisen 1976 ausgezeichnet wurde. Er gründete 1977 das Ophelia Ragtime Orchestra und trat zusammen mit dem Ragtime-Pianisten Eubie Blake auf, für den Larsen Memories of Eubie komponierte.
Larsen arbeitete über längere Zeit in New Orleans. Dieser Aufenthalt mündete in eine Tournee mit dem Titel One mo' time (1979–81), geschrieben von Vernel Bagneris. Larsens Zusammenarbeit mit Bagneris setzte sich in der Aufführung von Jelly Roll!! - the music and the man fort, die dem Pianisten und Bandleader Jelly Roll Morton gewidmet war.
Larsen spielte beim Oslo Jazzfestival 1990. Er spielte auch elf Monate in der Off-Broadway-Show Jelly Roll! The Music and the Man (1994–95), für die er auch arrangierte und Regie führte und publizierte diese Arbeit als CD (GHB, 1996). Diese Arbeit verschaffte Larsen 1995 den OBIE Award. Er hatte zuvor den Buddyprisen und den Foreningen norske jazzmusikeres «Årets jazzmusiker» (1992) in seiner Heimat Norwegen gewonnen.
Er nahm an verschiedenen Aufnahmen der Magnolia Jazzband von 1974 bis 1993 teil und an dem Ytre Suløens Jassensemble bis 1992. Mit dem Trompeter Herbert Christ trat er als Duo New Orleans Joys auf.

## Solo-Aufnahmen
- Don't You Leave me Here (1978),
- Plays Robert Clemente (1981),
- Echo of Spring (Hot Club Records, 1983),
- Maple Leaf Rag (Herman Records, 1989),
- Charleston Rag collection (Herman Records, 1995)
- Ragtime and Rhapsody live bei einem Konzert 1997 in Levanger (Herman Records, 2005),
- Fingerbreaker (Decca, 1999),
- Rhapsody (2000) mit G. M. Reiss